# Dianthus khamiesbergensis
Dianthus khamiesbergensis är en nejlikväxtart som beskrevs av Otto Wilhelm Sonder. Dianthus khamiesbergensis ingår i släktet nejlikor, och familjen nejlikväxter. Inga underarter finns listade i Catalogue of Life.